# Magnetospheric Multiscale Mission
A Magnetospheric Multiscale Mission (MMS) é uma missão espacial não tripulada da NASA, para estudar a magnetosfera da Terra usando quatro naves idênticas em uma formação de tetraedro. A sonda foi lançada em 13 de março de 2015. Ela foi projetada para conseguir informações microfísicas da reconexão magnética, aceleração de partículas energéticas e turbulência, processos que ocorrem no plasma astrofísico.

## Ligações Externas
- MMS Centro espacial (em inglês)
- Página MMS (em inglês)
- Página universitária (em inglês)
- Podcast (em inglês)
- Diretório da NASA (em inglês)
- Problemas matemáticos (em inglês)